# Добрая Слободка (Сергиево-Посадский район)
Добрая Слободка — деревня в Сергиево-Посадском районе Московской области, в составе муниципального образования Сельское поселение Шеметовское (до 29 ноября 2006 года входила в состав Шабурновского сельского округа).

## Население
| 2002 | 2006 | 2010 |
| ---- | ---- | ---- |
| 8    | ↗10  | ↘4   |

## География
Добрая Слободка расположена примерно в 37 км (по шоссе) на северо-запад от Сергиева Посада, у истоков безымянного ручья бассейна реки Кубжа (левый приток Дубны), высота центра деревни над уровнем моря — 193 м.